# Xenaleyrodes eucalypti
Xenaleyrodes eucalypti là một loài côn trùng cánh nửa trong họ Aleyrodidae, phân họ Aleyrodinae.
Xenaleyrodes eucalypti được Dumbleton miêu tả khoa học đầu tiên năm 1956.